# Alexis Canelo
Pedro Alexis Canelo (San Miguel de Tucumán, Argentina; 23 de febrero de 1992) es un futbolista argentino. Juega de delantero y su actual equipo es el Club Atlético Lanús, de la Primera División de Argentina.

## Trayectoria
Durante 2011 fue contratado por Almirante Brown, club con el que debutó en la Primera B Nacional el 17 de junio de 2012, frente a Boca Unidos, por la 37° Fecha del Campeonato de Primera B Nacional 2011-12, en un encuentro disputado en el Estadio Fragata Presidente Sarmiento. El mismo terminó 3 a 0 a favor de Almirante Brown. 
El 29 de enero de 2015 se anunció su fichaje por Quilmes. En el cuadro cervecero disputó 23 partidos y anotó 4 goles a lo largo del Campeonato de Primera División 2015. El 30 de diciembre de 2015, cuando todo indicaba que ficharía por Independiente, se anunció su traspaso al Chiapas de México, para el 2016 llega al Club Puebla. En ambos clubes demostró que tiene suficientes cualidades para destacar en cualquier equipo.
El 2 de agosto del 2017 se anuncia su fichaje con el Deportivo Toluca, a pedido de Hernán Cristante tras la baja de Enrique Triverio y la lesión de Alexis Vega.
El 10 de agosto de 2023, fichó por Independiente, donde firmó contrato hasta diciembre de 2025.

## Estadísticas

### Clubes
Actualizado hasta su último partido disputado el 27 de mayo de 2025.
| Club                            | Div.          | Temporada     | Liga  | Liga  | Liga   | Copas nacionales | Copas nacionales | Copas nacionales | Copas internacionales | Copas internacionales | Copas internacionales | Total | Total | Total  |
| Club                            | Div.          | Temporada     | Part. | Goles | Asist. | Part.            | Goles            | Asist.           | Part.                 | Goles                 | Asist.                | Part. | Goles | Asist. |
| ------------------------------- | ------------- | ------------- | ----- | ----- | ------ | ---------------- | ---------------- | ---------------- | --------------------- | --------------------- | --------------------- | ----- | ----- | ------ |
| Almirante Brown Argentina       | 2.ª           | 2011-12       | 2     | 1     | 0      | 1                | 0                | 0                | —                     | —                     | —                     | 3     | 1     | 0      |
| Almirante Brown Argentina       | 2.ª           | 2012-13       | 13    | 1     | 0      | 1                | 0                | 0                | —                     | —                     | —                     | 14    | 1     | 0      |
| Almirante Brown Argentina       | 2.ª           | 2013-14       | 33    | 5     | 0      | 1                | 0                | 0                | —                     | —                     | —                     | 34    | 5     | 0      |
| Almirante Brown Argentina       | 3.ª           | 2014          | 18    | 7     | 4      | 1                | 0                | 0                | —                     | —                     | —                     | 19    | 7     | 4      |
| Almirante Brown Argentina       | Total club    | Total club    | 66    | 14    | 4      | 4                | 0                | 0                | 0                     | 0                     | 0                     | 70    | 14    | 4      |
| Quilmes A. C. Argentina         | 1.ª           | 2015          | 23    | 4     | 7      | 3                | 2                | 0                | —                     | —                     | —                     | 26    | 6     | 7      |
| Quilmes A. C. Argentina         | Total club    | Total club    | 23    | 4     | 7      | 3                | 2                | 0                | 0                     | 0                     | 0                     | 26    | 6     | 7      |
| Chiapas F. C. · México          | 1.ª           | C-2016        | 14    | 2     | 3      | 6                | 2                | 0                | —                     | —                     | —                     | 20    | 4     | 3      |
| Chiapas F. C. · México          | Total club    | Total club    | 14    | 2     | 3      | 6                | 2                | 0                | 0                     | 0                     | 0                     | 20    | 4     | 3      |
| Club Puebla · México            | 1.ª           | 2016-17       | 24    | 6     | 2      | 3                | 2                | 0                | —                     | —                     | —                     | 27    | 8     | 2      |
| Club Puebla · México            | Total club    | Total club    | 24    | 6     | 2      | 3                | 2                | 0                | 0                     | 0                     | 0                     | 27    | 8     | 2      |
| Deportivo Toluca F. C. · México | 1.ª           | 2017-18       | 36    | 8     | 2      | 11               | 10               | 2                | —                     | —                     | —                     | 47    | 18    | 4      |
| Deportivo Toluca F. C. · México | 1.ª           | 2018-19       | 19    | 8     | 0      | 3                | 0                | 0                | —                     | —                     | —                     | 22    | 8     | 0      |
| Deportivo Toluca F. C. · México | 1.ª           | 2019-20       | 25    | 3     | 1      | 7                | 2                | 0                | —                     | —                     | —                     | 32    | 5     | 1      |
| Deportivo Toluca F. C. · México | 1.ª           | 2020-21       | 33    | 20    | 5      | —                | —                | —                | —                     | —                     | —                     | 33    | 20    | 5      |
| Deportivo Toluca F. C. · México | 1.ª           | 2021-22       | 27    | 6     | 3      | —                | —                | —                | —                     | —                     | —                     | 27    | 6     | 3      |
| Deportivo Toluca F. C. · México | Total club    | Total club    | 140   | 45    | 11     | 21               | 12               | 2                | 0                     | 0                     | 0                     | 161   | 57    | 13     |
| Club Tijuana · México           | 1.ª           | 2022-23       | 34    | 6     | 2      | —                | —                | —                | —                     | —                     | —                     | 34    | 6     | 2      |
| Club Tijuana · México           | 1.ª           | A-2023        | 3     | 0     | 1      | —                | —                | —                | 2                     | 0                     | 0                     | 5     | 0     | 1      |
| Club Tijuana · México           | Total club    | Total club    | 37    | 6     | 3      | 0                | 0                | 0                | 2                     | 0                     | 0                     | 39    | 6     | 3      |
| C. A. Independiente Argentina   | 1.ª           | 2023          | —     | —     | —      | 15               | 4                | 2                | —                     | —                     | —                     | 15    | 4     | 2      |
| C. A. Independiente Argentina   | 1.ª           | 2024          | 13    | 1     | 0      | 13               | 2                | 2                | —                     | —                     | —                     | 26    | 3     | 2      |
| C. A. Independiente Argentina   | Total club    | Total club    | 13    | 1     | 0      | 28               | 6                | 4                | 0                     | 0                     | 0                     | 41    | 7     | 4      |
| C. A. Lanús Argentina           | 1.ª           | 2025          | 12    | 1     | 2      | 2                | 0                | 0                | 4                     | 1                     | 0                     | 18    | 2     | 2      |
| C. A. Lanús Argentina           | Total club    | Total club    | 12    | 1     | 2      | 2                | 0                | 0                | 4                     | 1                     | 0                     | 18    | 2     | 2      |
| Total carrera                   | Total carrera | Total carrera | 329   | 79    | 32     | 67               | 24               | 6                | 6                     | 1                     | 0                     | 402   | 104   | 38     |
| 1. 2. 3.                        |               |               |       |       |        |                  |                  |                  |                       |                       |                       |       |       |        |